# Тескоко де Мора (Тескоко)
Тескоко де Мора (шп. Texcoco de Mora) насеље је у Мексику у савезној држави Мексико у општини Тескоко. Насеље се налази на надморској висини од 2247 м.

## Становништво
Према подацима из 2010. године у насељу је живело 105165 становника.

### Хронологија
| Година       | 2000                   | 2005                  | 2010                   |
| ------------ | ---------------------- | --------------------- | ---------------------- |
| Становништво | 101711 (50447 / 51264) | 99260 (48587 / 50673) | 105165 (51117 / 54048) |

### Попис
| \| \| м \| \| \| ж \| \| 0—2 \| 2.408 \| \| \| 2.390 \| \| 3—5 \| 2.567 \| \| \| 2.583 \| \| 6—11 \| 5.337 \| \| \| 5.253 \| \| 12—14 \| 2.569 \| \| \| 2.575 \| \| 15—17 \| 3.385 \| \| \| 3.185 \| \| 18—24 \| 7.784 \| \| \| 7.103 \| \| 60+ \| 4.086 \| \| \| 4.929 \| \| Просек : \| 29,7 \| \| \| 31,1 \| |       |  |  |       |
| |       |  |  |       |
| | м     |  |  | ж     |
| 0—2 | 2.408 |  |  | 2.390 |
| 3—5 | 2.567 |  |  | 2.583 |
| 6—11 | 5.337 |  |  | 5.253 |
| 12—14 | 2.569 |  |  | 2.575 |
| 15—17 | 3.385 |  |  | 3.185 |
| 18—24 | 7.784 |  |  | 7.103 |
| 60+ | 4.086 |  |  | 4.929 |
| Просек : | 29,7  |  |  | 31,1  |

| #   | Индикатор                                                                                        | Вредност |
| --- | ------------------------------------------------------------------------------------------------ | -------- |
| 1   | Становништво од 0 до 2 године                                                                    | 4798     |
| 2   | Мушко становништво од 0 до 2 године                                                              | 2408     |
| 3   | Женско становништво од 0 до 2 године                                                             | 2390     |
| 4   | Становништво са 3 и више година                                                                  | 97774    |
| 5   | Мушко становништво са 3 и више година                                                            | 47405    |
| 6   | Женско становништво са 3 и више година                                                           | 50369    |
| 7   | Становништво са 5 и више година                                                                  | 94347    |
| 8   | Мушко становништво са 5 и више година                                                            | 45708    |
| 9   | Женско становништво са 5 и више година                                                           | 48639    |
| 10  | Становништво са 12 и више година                                                                 | 82034    |
| 11  | Мушко становништво са 12 и више година                                                           | 39501    |
| 12  | Женско становништво са 12 и више година                                                          | 42533    |
| 13  | Становништво са 15 и више година                                                                 | 76890    |
| 14  | Мушко становништво са 15 и више година                                                           | 36932    |
| 15  | Женско становништво са 15 и више година                                                          | 39958    |
| 16  | Становништво са 18 и више година                                                                 | 70320    |
| 17  | Мушко становништво са 18 и више година                                                           | 33547    |
| 18  | Женско становништво са 18 и више година                                                          | 36773    |
| 19  | Становништво од 3 до 5 година                                                                    | 5150     |
| 20  | Мушко становништво од 3 до 5 година                                                              | 2567     |
| 21  | Женско становништво од 3 до 5 година                                                             | 2583     |
| 22  | Становништво од 6 до 11 година                                                                   | 10590    |
| 23  | Мушко становништво од 6 до 11 година                                                             | 5337     |
| 24  | Женско становништво од 6 до 11 година                                                            | 5253     |
| 25  | Становништво од 8 до 14 година                                                                   | 12197    |
| 26  | Мушко становништво од 8 до 14 година                                                             | 6140     |
| 27  | Женско становништво од 8 до 14 година                                                            | 6057     |
| 28  | Становништво од 12 до 14 година                                                                  | 5144     |
| 29  | Мушко становништво од 12 до 14 година                                                            | 2569     |
| 30  | Женско становништво од 12 до 14 година                                                           | 2575     |
| 31  | Становништво од 15 до 17 година                                                                  | 6570     |
| 32  | Мушко становништво од 15 до 17 година                                                            | 3385     |
| 33  | Женско становништво од 15 до 17 година                                                           | 3185     |
| 34  | Становништво од 18 до 24 године                                                                  | 14887    |
| 35  | Мушко становништво од 18 до 24 године                                                            | 7784     |
| 36  | Женско становништво од 18 до 24 године                                                           | 7103     |
| 37  | Женско становништво од 15 до 49 година                                                           | 29941    |
| 38  | Становништво са 60 и више година                                                                 | 9015     |
| 39  | Мушко становништво са 60 и више година                                                           | 4086     |
| 40  | Женско становништво са 60 и више година                                                          | 4929     |
| 41  | Однос између мушкараца и жена                                                                    | 94.58    |
| 42  | Становништво од нуле до 14 година                                                                | 25682    |
| 43  | Становништво од 15 до 64 године                                                                  | 71023    |
| 44  | Становништво од 65 година и више                                                                 | 5867     |
| 45  | Просечан број деце                                                                               | 2        |
| 46  | Становништво рођено у ентитету                                                                   | 69560    |
| 47  | Мушко становништво рођено у ентитету                                                             | 33598    |
| 48  | Женско становништво рођено у ентитету                                                            | 35962    |
| 49  | Становништво рођено у другом ентитету                                                            | 32392    |
| 50  | Мушко становништво рођено у другом ентитету                                                      | 15890    |
| 51  | Женско становништво рођено у другом ентитету                                                     | 16502    |
| 52  | Становништво од 5 година и више резидентно у ентитету у јуну 2005. године                        | 88362    |
| 53  | Мушко становништво старосног доба од 5 година и више, резидентно у ентитету у јуну 2005. године  | 42365    |
| 54  | Женско становништво старосног доба од 5 и више година, резидентно у ентитету у јуну 2005. године | 45997    |
| 55  | Становништво од 5 година и више које је живело у другом ентитету у јуну 2005. године             | 5378     |
| 56  | Мушко становништво старије од 5 година које је живело у другом ентитету у јуну 2005. године      | 3004     |
| 57  | Женско становништво старије од 5 година које је живело у другом ентитету у јуну 2005. године     | 2374     |
| 58  | Становништво од 3 године и више које говори аутохтони језик                                      | 1192     |
| 59  | Мушко становништво старо 3 године и више које говори аутохтони језик                             | 707      |
| 60  | Женско становништво старо 3 године и више које говори аутохтони језик                            | 485      |
| 61  | Становништво од 3 године и више које говори аутохтони језик и не говори шпански језик            | 4        |
| 62  | Мушко становништво старо 3 године и више које говори аутохтони језик и не говори шпански         | 2        |
| 63  | Женско становништво старо 3 године и више које говори аутохтони језик и не говори шпански језик  | 2        |
| 64  | Становништво старо 3 године и више које говори аутохтони језик и шпански                         | 1072     |
| 65  | Мушко становништво старо 3 године и више које говори аутохтони језик и шпански                   | 626      |
| 66  | Женско становништво старо 3 године и више које говори аутохтони језик и шпански                  | 446      |
| 67  | Становништво од 5 година и више које говори аутохтони језик                                      | 1191     |
| 68  | Становништво од 5 година и више које говори аутохтони језик и не говори шпански језик            | 3        |
| 69  | Становништво од 5 година и више које говори аутохтони језик и говори шпански језик               | 1072     |
| 70  | Становништво у домородачким домаћинствима                                                        | 1523     |
| 71  | Становништво са ограничењима у активностима                                                      | 3643     |
| 72  | Становништво са ограниченим ходањем или кретањем, горе или доле                                  | 2067     |
| 73  | Становници са ограничењима вида, чак и уз кориштење сочива                                       | 981      |
| 74  | Становништво са ограничењима говора, комуникације или конверзације                               | 311      |
| 75  | Становништво са ограниченим слухом                                                               | 438      |
| 76  | Становништво са ограничењима при одевању, купању или јелу                                        | 236      |
| 77  | Становништво са ограничењима у опажању или учењу једноставних ствари                             | 222      |
| 78  | Становништво са менталним ограничењима                                                           | 331      |
| 79  | Становништво без ограничења активности                                                           | 98691    |
| 80  | Становништво од 3 до 5 година које не похађа школу                                               | 2157     |
| 81  | Мушко становништво од 3 до 5 година које не похађа школу                                         | 1065     |
| 82  | Женско становништво од 3 до 5 година које не похађа школу                                        | 1092     |
| 83  | Становништво од 6 до 11 година које не похађа школу                                              | 232      |
| 84  | Мушко становништво од 6 до 11 година које не похађа школу                                        | 104      |
| 85  | Женско становништво од 6 до 11 година које не похађа школу                                       | 128      |
| 86  | Становништво од 12 до 14 година које не похађа школу                                             | 258      |
| 87  | Мушко становништво од 12 до 14 година које не похађа школу                                       | 151      |
| 88  | Женско становништво од 12 до 14 година које не похађа школу                                      | 107      |
| 89  | Становништво од 15 до 17 година похађа школу                                                     | 5272     |
| 90  | Мушко становништво од 15 до 17 година похађа школу                                               | 2704     |
| 91  | Женско становништво између 15 и 17 година живота у школи                                         | 2568     |
| 92  | Становништво од 18 до 24 године похађа школу                                                     | 7143     |
| 93  | Мушко становништво од 18 до 24 године похађа школу                                               | 3904     |
| 94  | Женско становништво од 18 до 24 године похађа школу                                              | 3239     |
| 95  | Становништво од 8 до 14 година које не може да чита и пише                                       | 174      |
| 96  | Мушко становништво старосног доба од 8 до 14 година које не може да чита и пише                  | 84       |
| 97  | Женско становништво старосног доби од 8 до 14 година које не може да чита и пише                 | 90       |
| 98  | Становништво од 15 година и више које је неписмено                                               | 1823     |
| 99  | Мушко становништво од 15 година и више које је неписмено                                         | 602      |
| 100 | Женско становништво од 15 година и више које је неписмено                                        | 1221     |
| 101 | Становништво старо 15 и више година без школовања                                                | 2094     |
| 102 | Мушко становништво старо 15 и више година без школовања                                          | 745      |
| 103 | Женско становништво старо 15 и више година без школовања                                         | 1349     |
| 104 | Становништво старосног доба 15 и више година са непотпуним основним образовањем                  | 4604     |
| 105 | Мушко становништво старосног доба од 15 година и више са непотпуном основним образовањем         | 1844     |
| 106 | Женско становништво старосног доба 15 и више година са непотпуном основним образовањем           | 2760     |
| 107 | Становништво старо 15 и више година са комплетним основним образовањем                           | 8851     |
| 108 | Мушко становништво старо 15 година и више са комплетним основним образовањем                     | 3816     |
| 109 | Женско становништво старо 15 и више година са комплетним основним образовањем                    | 5035     |
| 110 | Становништво старосног доба 15 и више година са непотпуним средњим образовањем                   | 3098     |
| 111 | Мушко становништво старосног доба од 15 година и више са непотпуним средњим образовањем          | 1731     |
| 112 | Женско становништво старосног доба од 15 година и више са непотпуним средњим образовањем         | 1367     |
| 113 | Становништво старо 15 и више година са пуним секундарном образовањем                             | 16483    |
| 114 | Мушко становништво старосног доба од 15 година и више са пуним секундарном образовањем           | 8249     |
| 115 | Женско становништво старосног доба од 15 година и више са пуним секундарном образовањем          | 8234     |
| 116 | Становништво старије од 18 година са постосновним образовањем                                    | 38429    |
| 117 | Мушко становништво старије од 18 година са постосновним образовањем                              | 19063    |
| 118 | Женско становништво старије од 18 година са постосновним образовањем                             | 19366    |
| 119 | Просечна оцена школовања                                                                         | 10.54    |
| 120 | Просечан ниво образовања мушке популације                                                        | 10.86    |
| 121 | Просечан ниво образовања женског становништва                                                    | 10.25    |
| 122 | Економски активно становништво                                                                   | 42334    |
| 123 | Економски активна мушка популација                                                               | 26570    |
| 124 | Економски активна женска популација                                                              | 15764    |
| 125 | Становништво које није економски активно                                                         | 39452    |
| 126 | Мушко становништво које није економски активно                                                   | 12796    |
| 127 | Женско становништво које није економски активно                                                  | 26656    |
| 128 | Запослено становништво                                                                           | 40270    |
| 129 | Запослено мушко становништво                                                                     | 25079    |
| 130 | Запослено женско становништво                                                                    | 15191    |
| 131 | Незапослена популација                                                                           | 2064     |
| 132 | Незапослена мушка популација                                                                     | 1491     |
| 133 | Незапослена женска популација                                                                    | 573      |
| 134 | Становништво без права на здравствене услуге                                                     | 46748    |
| 135 | Становништво које има право на здравствене услуге                                                | 55751    |
| 136 | Становништво које има право на ИМСС                                                              | 27744    |
| 137 | Становништво које има право на социјално осигурање                                               | 14589    |
| 138 | Становништво које има право на државно социјално осигурање                                       | 4648     |
| 139 | Становништво које има право на опште осигурање или здравствено осигурање за нову генерацију      | 6198     |
| 140 | Становништво које је било једном или није било у браку током 12 година и више                    | 31173    |
| 141 | Венчано или уједињено становништво од 12 година и више                                           | 42217    |
| 142 | Становништво које је било у браку или уједињено 12 година и више                                 | 8582     |
| 143 | Становништво са католичком религијом                                                             | 89487    |
| 144 | Протестанти, еванђелисти и библијски следбеници различити од еванђелиста                         | 5784     |
| 145 | Становништво са другим религијама различитим од претходних                                       | 224      |
| 146 | Становништво без религије                                                                        | 4774     |
| 147 | Укупно пописаних домаћинства                                                                     | 25471    |
| 148 | Пописна домаћинства на челу са мушкарцима                                                        | 18645    |
| 149 | Пописна домаћинства на челу са женама                                                            | 6826     |
| 150 | Становништво у пописним домаћинствима                                                            | 99513    |
| 151 | Становништво у пописним домаћинствима на челу са мушкарцима                                      | 76188    |
| 152 | Становништво у пописним домаћинствима на челу са женама                                          | 23325    |
| 153 | Укупно домаћинстава                                                                              | 30199    |
| 154 | Укупно насељених домаћинстава                                                                    | 26362    |
| 155 | Укупно приватних кућа                                                                            | 29308    |
| 156 | Насељени приватни домови                                                                         | 25471    |
| 157 | Укупно насељених приватних кућа                                                                  | 26319    |
| 158 | Ненасељене приватне куће                                                                         | 2437     |
| 159 | Појединачна домаћинства за привремену употребу                                                   | 1400     |
| 160 | Становници у насељеним приватним кућама                                                          | 99513    |
| 161 | Насељеност станара у приватним становима                                                         | 3.91     |
| 162 | Просечно становника по соби у приватним насељеним домаћинствима                                  | 0.92     |
| 163 | Појединачна домаћинства са подовима од различитих материјала од земље                            | 25070    |
| 164 | Појединачна домаћинства у приземљу                                                               | 318      |
| 165 | Појединачна домаћинства са једном спаваћом собом                                                 | 6925     |
| 166 | Појединачна домаћинства са две спаваће собе и више                                               | 18493    |
| 167 | Појединачна домаћинства са једним собом                                                          | 1462     |
| 168 | Појединачна домаћинства са две собе                                                              | 2622     |
| 169 | Појединачна домаћинства са 3 собе и више                                                         | 21288    |
| 170 | Појединачна домаћинства која имају електрично светло                                             | 25383    |
| 171 | Појединачна домаћинства која немају електрично светло                                            | 42       |
| 172 | Појединачна домаћинства која имају водоводну воду у стамбеном простору                           | 24360    |
| 173 | Појединачна домаћинства која немају водоводну воду у стамбеном простору                          | 1035     |
| 174 | Појединачна домаћинства која имају тоалет                                                        | 25314    |
| 175 | Појединачна домаћинства која имају канализацију                                                  | 25266    |
| 176 | Појединачна домаћинства која немају канализацију                                                 | 129      |
| 177 | Појединачна домаћинства која имају електрично светло, довод воде из јавне мреже и канализацију   | 24231    |
| 178 | Појединачна домаћинства без икаквих услова                                                       | 110      |
| 179 | Појединачна домаћинства која имају радио                                                         | 22967    |
| 180 | Појединачна домаћинства која имају телевизор                                                     | 24882    |
| 181 | Појединачна домаћинства која имају фрижидер                                                      | 22222    |
| 182 | Појединачна домаћинства која имају машину за веш                                                 | 17816    |
| 183 | Појединачна домаћинства која имају аутомобил или комби                                           | 12055    |
| 184 | Појединачна домаћинства која имају рачунар                                                       | 11075    |
| 185 | Појединачна домаћинства која имају фиксну телефонску линију                                      | 13809    |
| 186 | Појединачна домаћинства која имају мобилни телефон                                               | 18610    |
| 187 | Појединачна домаћинства која имају приступ интернету                                             | 8406     |
| 188 | Величина локације                                                                                | 11       |